# كفر ناحوم
كفر ناحوم مدينة كنعانية تقع على ساحل بحيرة طبريا شمال فلسطين، وتنخفض حوالي 200 متر تحت مستوى سطح البحر وتضم كنيسة للروم الأرثوذكس مكرّسة باسم بطرس وبولس ودير للفرنسيسكان وجدران ومدافن ومعاصر وخربة المباركة التي ترتفع حوالي 125 متر فوق مستوى سطح البحر وتضم دير للطليان وهو يقع في نفس المكان الذي ألقى فيه المسيح خطبته المشهورة «موعظة الجبل». ومن أبرز المعالم المجاورة لها حجر ترقيم المسافات الذي يعود إلى زمن الإمبراطور الروماني أدريانوس والذي يقع في قرية سميكة. للمدينة أهمية رمزية في المسيحية حيث قضى فيها يسوع ثلاث سنوات وأقام فيها عددًا من معجزاته.